# Худе (Северна Фризија)
Худе (њем. Hude) град је у њемачкој савезној држави Шлезвиг-Холштајн. Једно је од 132 општинска средишта округа Нордфризланд. Према процјени из 2010. у граду је живјело 201 становника. Посједује регионалну шифру (AGS) 1054054, NUTS (DEF07) и LOCODE (DE UDE) код.

## Географски и демографски подаци
Худе се налази у савезној држави Шлезвиг-Холштајн у округу Нордфризланд. Град се налази на надморској висини од 7 метара. Површина општине износи 3,5 km². У самом граду је, према процјени из 2010. године, живјело 201 становника. Просјечна густина становништва износи 57 становника/km².

## Међународна сарадња
| Мјесто | Држава   | Врста сарадње | Од    |
| ------ | -------- | ------------- | ----- |
| Сирниц | Аустрија | контакт       | 2002. |
| Извор  |          |               |       |